# Impasse des Deux-Anges
Impasse des Deux-Anges is een Franse film van Maurice Tourneur die uitgebracht werd in 1948.
Deze film is de laatste van Maurice Tourneur. Dit donkere noodlotsdrama bracht Paul Meurisse en Simone Signoret voor de tweede keer samen, twee jonge acteurs die volop aan het uitgroeien waren tot grote sterren van de Franse cinema.

## Samenvatting
Marianne is een toneelactrice die besloten heeft haar carrière op te geven om te trouwen met Antoine de Fontaine, een gefortuneerde markies. Als huwelijksgeschenk geeft de markies haar een diamanten ketting, een kostbaar familiestuk. Maar een bende dieven heeft het gemunt op het unieke juweel. Daartoe huurt de bendeleider een zekere Jean in, een inbraakspecialist. 
Jean dringt de woning van de markies binnen tijdens een mondaine receptie op de vooravond van het huwelijk. Bij het verlaten van de woning, met het halssnoer reeds op zak, stoot Jean op de toekomstige vrouw des huizes. Marianne en Jean herkennen elkaar, jaren geleden waren ze geliefden. Jean verdween op een dag onaangekondigd uit haar leven. Marianne denkt nu dat hij voor haar terugkomt. Ze vertrekken samen en zoeken samen geliefde plaatsen uit hun verleden op. De bendeleden komen hen echter op het spoor ... 

## Rolverdeling
| Acteur           | Personage                                     |
| ---------------- | --------------------------------------------- |
| Paul Meurisse    | Jean                                          |
| Simone Signoret  | Marianne                                      |
| Marcel Herrand   | markies Antoine de Fontaine                   |
| Jacques Baumer   | Jérôme                                        |
| Marcelle Praince | de hertogin                                   |
| Yolande Laffon   | de zus van Antoine                            |
| Jacques Castelot | de vicomte                                    |
| Reggie Nalder    | Bébé                                          |
| Paul Demange     | Minus                                         |
| Paul Amiot       | de leider van de dievenbende                  |
| François Patrice | de laatste bewoner van het appartementsgebouw |
| Danièle Delorme  | Anne-Marie                                    |
| Lucas Gridoux    | de impresario                                 |
| Jean Aymé        | een uitgenodigde                              |
| Gustave Gallet   | de notaris                                    |